# Eiji Gaya
Eiji Gaya (賀谷 英司, Gaya Eiji, Hokkaido, 8 februari 1969) is een Japans voormalig voetballer die als verdediger speelde.

## Clubcarrière
Gaya begon zijn carrière in 1987 bij Sumitomo Metal, de voorloper van Kashima Antlers. Met deze club werd hij in 1996 kampioen van Japan. In 10 jaar speelde hij er 104 competitiewedstrijden. Hij tekende in 1997 bij Yokohama Marinos. Gaya speelde tussen 1998 en 2001 voor Kyoto Purple Sanga en Vegalta Sendai. Gaya beëindigde zijn spelersloopbaan in 2001.

## Statistieken

### J.League
| Seizoen | Club               | Competitie | J.League | J.League | J.League Cup | J.League Cup | Totaal | Totaal |
| Seizoen | Club               | Competitie | Wed.     | Dlp.     | Wed.         | Dlp.         | Wed.   | Dlp.   |
| ------- | ------------------ | ---------- | -------- | -------- | ------------ | ------------ | ------ | ------ |
| 1992    | Kashima Antlers    | J1 League  | -        | -        | 5            | 0            | 5      | 0      |
| 1993    | Kashima Antlers    | J1 League  | 27       | 0        | 6            | 1            | 33     | 1      |
| 1994    | Kashima Antlers    | J1 League  | 35       | 0        | 1            | 0            | 36     | 0      |
| 1995    | Kashima Antlers    | J1 League  | 16       | 0        | -            | -            | 16     | 0      |
| 1996    | Kashima Antlers    | J1 League  | 1        | 0        | 2            | 0            | 3      | 0      |
| 1997    | Yokohama Marinos   | J1 League  | 26       | 0        | 5            | 0            | 31     | 0      |
| 1998    | Kyoto Purple Sanga | J1 League  | 0        | 0        | 1            | 0            | 1      | 0      |
| 1999    | Kyoto Purple Sanga | J1 League  | 0        | 0        | 0            | 0            | 0      | 0      |
| 2000    | Vegalta Sendai     | J2 League  | 38       | 2        | 2            | 0            | 40     | 2      |
| 2001    | Vegalta Sendai     | J2 League  | 26       | 0        | 1            | 0            | 27     | 0      |
| Totaal  | Totaal             | Totaal     | 169      | 2        | 23           | 1            | 192    | 3      |